# Listă de lingviști
Un lingvist este o persoană care se ocupă cu lingvistica, studiul și legile dezvoltării limbii.

## A
| Lingvist                    | Țara                       | Perioada    | Domeniu |
| --------------------------- | -------------------------- | ----------- | --- |
| Anvita Abbi                 | India                      |             | tipologie, limba rajahstani |
| David Adger                 | Regatul Unit               |             | sintaxă |
| Alexandra Aikhenvald        | Rusia                      | 1957-       | sintaxă, tipologie, limbile amazoniene, ebraică, rusă, limbile din Papua Noua Guinee                                                     |
| A.J. Aitken                 | Scoția                     |             | lexicografie |
| William Foxwell Albright    |                            |             | |
| Dan Alexe                   | Belgia                     | anii 1990-) | lingvistică comparativă, lingvistică istorică, contact lingvistic; etimologie; limba etruscă                                             |
| Ioan Alexi                  | Transilvania               | 1826        | „Grammatica Daco-Romana sive Valachica”                                                                                                  |
| Avery Andrews               | Australia                  |             | sintaxă |
| Diana Archangeli            | Statele Unite ale Americii |             | fonologie |
| Mark Aronoff                | Statele Unite ale Americii |             | morfologie |
| Ayers Alisa                 |                            |             | |
| Dogan Aksan                 | Turcia                     |             | semantică |
| Vasile Arvinte              | România                    | 1926-)      | Istoria limbii române, geografie lingvistică, lexicografie                                                                               |
| Abdul Gani Asyik            | Indonezia                  |             | |
| John Langshaw Austin        | Statele Unite ale Americii | 1911-1960   | filozofia limbajului |
| Amara Prasithrathsint       | Thailanda                  |             | sociolingvistică, etnolingvistică, sintaxă                                                                                               |
| Phinnarat Akharawatthanakun | Thailanda                  |             | sociolingvistică, dialectologie, fonologie, lingvistică comparativă, lingvistică istorică, contact lingvistic, limbile thai, lao, tonuri |
| Andrei Avram                | România                    | 1930-)      | fonetică, etimologie |
| Andrei A. Avram             | România                    |             | |
| Mioara Avram                | România                    | 1932 - 2004 | gramatica limbii române |

## B
| Lingvist                            | Țara                       | Perioada       | Domeniu                                                                |
| ----------------------------------- | -------------------------- | -------------- | ---------------------------------------------------------------------- |
| Emmon Bach                          | Statele Unite ale Americii | 1929-          |                                                                        |
| Ileana Baciu                        | România                    |                |                                                                        |
| Zami Bahawalpuri                    |                            |                |                                                                        |
| Mark Baker                          |                            |                |                                                                        |
| Peter Bakker                        | Țările de Jos/Danemarca    |                | pidgin, sociolingvistică                                               |
| Charles Bally                       | Elveția                    | 1865-1947      | Lingvistică generală, stilistică, semantică, limba franceză            |
| Subhabrata Banerjee                 | India                      | 1971-          |                                                                        |
| Kathleen Bardovi-Harlig             | Statele Unite ale Americii | 1954-          |                                                                        |
| Yehoshua Bar-Hillel                 | Israel                     | 1915-1975      |                                                                        |
| Andrew Barss                        | Statele Unite ale Americii |                | sintaxă                                                                |
| Jan Niecislaw Baudouin de Courtenay | Polonia                    | 1845-1929      |                                                                        |
| Alton Becker                        |                            |                |                                                                        |
| Mary Beckman                        |                            |                |                                                                        |
| Adriana Belletti                    |                            |                |                                                                        |
| Byron Bender                        |                            |                |                                                                        |
| Benjamin K.Bergen                   |                            |                |                                                                        |
| Nasser Berjaoui                     | Maroc                      |                |                                                                        |
| Charles Berlitz                     |                            |                |                                                                        |
| Roger Berry                         | Regatul Unit               |                |                                                                        |
| Christina Bethin                    | Statele Unite ale Americii |                | fonologie                                                              |
| Thomas Bever                        | Statele Unite ale Americii |                | psiholingvistică                                                       |
| Bhartrihari                         | India                      | 450–510        | Sanscrită                                                              |
| Rajesh Bhatt                        | India                      |                | sintaxă, Hindi-Urdu, Kashmiri                                          |
| Rakesh M. Bhatt                     | India                      |                | sociolingvistică, Hindi-Urdu, Kashmiri                                 |
| Balthasar Bickel                    | Elveția                    |                |                                                                        |
| Derek Bickerton                     |                            | 1926-          |                                                                        |
| Manfred Bierwisch                   | Germania                   |                |                                                                        |
| Wilhelm Bleek                       | Germania                   | 1827-1875      |                                                                        |
| Bernard Bloch                       |                            |                |                                                                        |
| Leonard Bloomfield                  | Statele Unite ale Americii | 1887-1949      |                                                                        |
| Sheila Blumstein                    |                            |                |                                                                        |
| Robert Blust                        | Statele Unite ale Americii |                | Limbi austroneziene                                                    |
| Franz Boas                          | Statele Unite ale Americii | 1858-1942      |                                                                        |
| Jonathan David Bobaljik             |                            |                |                                                                        |
| Paul Boersma                        | Țările de Jos              |                | fonetică                                                               |
| Ioan Bogdan                         | România                    | 1864-1919      | Istoria limbii române                                                  |
| Vasile Bogrea                       | România                    | 1881-1926      | etimologie, onomastică, lexicografie, istoria limbii române, toponimie |
| Dwight Bolinger                     | Statele Unite ale Americii | 1907-1992      |                                                                        |
| Franz Bopp                          | Germania                   | 1791-1867      |                                                                        |
| Hagit Borer                         | Statele Unite ale Americii |                | sintaxă                                                                |
| Željko Bošković                     |                            |                |                                                                        |
| John Bowring                        | Regatul Unit               | 1792-1872      |                                                                        |
| Wilhelm Braune                      | Germania                   | 1850-1926      |                                                                        |
| Vasile Breban                       | România                    | 1907-2003      | lexicografie, lexicologie                                              |
| Joan Bresnan                        |                            |                | sintaxă                                                                |
| Michael Brody                       | Ungaria/Regatul Unit       | 1954-          |                                                                        |
| Ellen Broselow                      | Statele Unite ale Americii |                | fonologie                                                              |
| Karl Brugmann                       | Germania                   | 1849-1919      |                                                                        |
| Ranko Bugarski                      | Serbia                     |                | sociolingvistică                                                       |
| Ion Budai-Deleanu                   | Transilvania               | 1760/1763-1820 | lexicografie, gramatică, ortografie                                    |
| Karl Bühler                         | Germania                   | 1879-1963      |                                                                        |
| Alisson Burkett                     |                            |                |                                                                        |
| Hadumod Bußmann                     | Germania                   |                |                                                                        |
| Dani Byrd                           | Statele Unite ale Americii |                | fonetică                                                               |

## C
| Lingvist                            | Țara                       | Perioada  | Domeniu                         |
| ----------------------------------- | -------------------------- | --------- | ------------------------------- |
| Lyle Campbell                       |                            |           |                                 |
| Ana Canarache                       | România                    |           | Lexicografie                    |
| Una Canger                          |                            |           |                                 |
| Monica Cantero                      |                            |           |                                 |
| Theodor Capidan                     | România                    | 1879-1953 | lexicografie, dialectologie     |
| Rudolf Carnap                       | Germania                   | 1891-1970 |                                 |
| Andrew Carnie                       | Canada                     | 1969-     | sintaxă                         |
| Robyn Carston                       |                            |           |                                 |
| John Chadwick                       | Regatul Unit               | 1902-1998 |                                 |
| Wallace Chafe                       |                            |           |                                 |
| Jean-François Champollion           | Franța                     | 1790-1832 | hieroglife egiptene             |
| Paul Chilton                        |                            |           |                                 |
| Gheorghe Chivu                      | România                    |           |                                 |
| Noam Chomsky                        | Statele Unite ale Americii | 1928-     | sintaxă                         |
| Sandra Chung                        | Statele Unite ale Americii |           | sintaxă                         |
| Guglielmo Cinque                    | Italia                     | 1948-)    | sintaxă                         |
| Alexandru Ciorănescu                | România/Spania/Franța      | 1911-1999 | lexicografie, etimologie        |
| Timotei Cipariu                     | Transilvania               | 1805-1887 | sintaxă, etimologie             |
| Michael Clyne                       |                            |           |                                 |
| Piu-Șerban Coculescu (Pius Servien) | Franța                     |           | Lingvistică matematică          |
| Felice Coles                        |                            |           |                                 |
| Christopher Collins                 | Statele Unite ale Americii |           | sintaxă                         |
| Peter Collins                       | Regatul Unit               |           |                                 |
| Wes Collins                         |                            |           | lingvistică hispanică, Mam      |
| Bernard Comrie                      |                            |           |                                 |
| Cleo Condoravdi                     |                            |           | semantică                       |
| Jean-Claude Coquet                  |                            |           |                                 |
| Annabel Cormack                     | Regatul Unit               |           | sintaxă                         |
| Gerard Cornielje                    | Țările de Jos              |           | sintaxă, limba olandeză         |
| Alexandra Cornilescu                | România                    | 1947-)    | sintaxă, limba engleză          |
| Eugen Coșeriu                       | România/Uruguai/Germania   | 1921-2002 | Lingvistică generală, gramatică |
| Elizabeth Cowper                    | Canada                     |           | sintaxă                         |
| William Croft                       | Statele Unite ale Americii |           | sintaxă, lingvistică cognitivă  |
| Richard Crouch                      |                            |           | semantică computațională        |
| Megan Crowhurst                     |                            |           |                                 |
| David Crystal                       | Regatul Unit               | 1941-)    |                                 |
| Peter W. Culicover                  | Statele Unite ale Americii |           |                                 |

## D
| Lingvist                 | Țara                              | Perioada    | Domeniu |
| ------------------------ | --------------------------------- | ----------- | --- |
| Vladimir Dahl            | Rusia                             |             | |
| Amy Dahlstrom            |                                   |             | |
| Anne Daladier            | Franța                            |             | |
| Ahmad Hasan Dani         |                                   |             | |
| Probal Dasgupta          | India                             |             | Lingvistică sud-asiatică                                                                                        |
| Donald Davidson          | Statele Unite ale Americii        | 1917-2003   | |
| Veneeta Dayal            | India                             |             | Lingvistică sud-asiatică, semantică                                                                             |
| Ayse Pamir Dietrich      | Turcia                            |             | sintaxă și fonologie rusă și turcă                                                                              |
| Ferdinand deHaan         | Țările de Jos                     |             | tipologie |
| Richard Demers           | Statele Unite ale Americii        |             | fonetică, Limbi native americane                                                                                |
| Ali Akbar Dehkhoda       | Iran                              | 1879–1959   | |
| Scott DeLancey           |                                   |             | sintaxă, semantică, Tibeto-Burman, Limbi native din Pacificul de Nord-vest (față de Statele Unite ale Americii) |
| Berthold Delbrück        | Germania                          | 1842-1922   | |
| Otto Dempwolff           | Germania                          | 1871-1938   | Limbi austroneziene                                                                                             |
| Ovid Densusianu          | România                           | 1973-1938   | Istoria limbii române, lexicografie, etimologie, dialectologie                                                  |
| Molly Diesing            |                                   |             | |
| Friedrich Christian Diez | Germania                          | 1794 - 1876 | fondator al lingvisticii romanice                                                                               |
| R. M. W. Dixon           | Regatul Unit/Australia            | 1939-)      | sintaxă, tipologie, Limbi australiene, Limbi amazoniene, Fijiană                                                |
| Josef Dobrovský          | Republica Cehă                    |             | |
| Clement Martyn Doke      | Africa de Sud                     | 1893-1980   | Limbi bantu |
| Aharon Dolgopolski       | Rusia/Israel                      | 1930-       | |
| Patricia Donegan         | Statele Unite ale Americii        |             | |
| Edgardo Donovan          | Statele Unite ale Americii/Italia | 1974-       | |
| Sheila Dooley            | Statele Unite ale Americii        |             | |
| Ángela Downing           |                                   |             | |
| Nicolae Drăganu          | România                           | 1884-1939   | Istoria limbii române, morfologie, sintaxă, lexicografie, toponimie                                             |
| D.D. Drașoveanu          | România                           | 1931–2001   | Sintaxa limbii române                                                                                           |
| B. Elan Dresher          | Canada                            |             | fonologie |
| Wolfgang U. Dressler     | Austria                           |             | fonologie, morfologie, dezvoltarea limbajului copilului                                                         |
| Konrad Duden             | Germania                          |             | |
| Donald Dyer              |                                   |             | |

## E
| Lingvist           | Țara                               | Perioada  | Domeniu                                                  |
| ------------------ | ---------------------------------- | --------- | -------------------------------------------------------- |
| Penelope Eckert    | Statele Unite ale Americii         |           | sociolingvistică                                         |
| Umberto Eco        | Italia                             | 1932-     |                                                          |
| Murvet Enç         |                                    |           |                                                          |
| Desiderius Erasmus |                                    |           |                                                          |
| Tevfik Esenç       | Turcia                             | 1904-1992 | Ubykh                                                    |
| Daniel Everett     |                                    |           |                                                          |
| Karen Everett      |                                    |           |                                                          |
| Michael Everson    | Statele Unite ale Americii/Irlanda | 1963-     | (sisteme de scriere)                                     |
| Colin J. Ewen      |                                    | 1951-)    | fonologie, Limba engleză, limba scoțiană, limba olandeză |
| Engin Uzun         | Turcia                             |           |                                                          |

## F
| Lingvist            | Țara                       | Perioada | Domeniu                             |
| ------------------- | -------------------------- | -------- | ----------------------------------- |
| Salifu Faal         | Gambia                     |          | Sociolingvistică                    |
| Charles J. Fillmore | Statele Unite ale Americii | 1929-)   |                                     |
| Franck Floricic     | Franța/Italia              |          |                                     |
| Sandiway Fong       | Statele Unite ale Americii |          | lingvistică computațională, parsing |
| Michael Forman      |                            |          |                                     |
| Charles de Foucauld | Franța                     |          | Limba tuaregă, lexicografie         |
| Amy Fountain        | Statele Unite ale Americii |          | fonologie, navajo                   |
| Danny Fox           | Statele Unite ale Americii |          |                                     |
| Johannes Friedrich  | Germania                   |          |                                     |

## G
| Lingvist                | Țara                                  | Perioada  | Domeniu                                                  |
| ----------------------- | ------------------------------------- | --------- | -------------------------------------------------------- |
| Alexandru Gafton        | România                               |           |                                                          |
| Brent Galloway          |                                       | 1944-     |                                                          |
| Tamaz Gamkrelidze       | Georgia                               | 1929-     |                                                          |
| Gerald Gazdar           | Regatul Unit                          | 1950-     |                                                          |
| Jan Gebauer             | Republica Cehă                        |           |                                                          |
| Dirk Geeraerts          | Belgia                                |           |                                                          |
| Stefan Georg            | Germania                              | 1962-     |                                                          |
| LouAnn Gerken           | Statele Unite ale Americii            |           |                                                          |
| Badri Gharib            | Iran                                  |           |                                                          |
| Ion Gheție              | România                               |           |                                                          |
| Anastasia Giannakidou   | Grecia                                |           | semantică                                                |
| Talmy Givón             | Palestina/ Statele Unite ale Americii |           | sintaxă, semantică, pragmatică, tipologie, funcționalism |
| Heinz Giegerich         | Germania                              |           |                                                          |
| George Giuglea          | România                               |           |                                                          |
| Andrew Goatly           | Regatul Unit                          |           |                                                          |
| Heather Goad            | Canada                                |           |                                                          |
| Alexander Gode          | Germania /Statele Unite ale Americii  |           |                                                          |
| Adele Goldberg          |                                       |           |                                                          |
| Rosa A. Gonzalez        | Ecuador                               | 1959-     |                                                          |
| George Grace            |                                       |           |                                                          |
| David Graham            |                                       | 1971 -    | fonetică                                                 |
| Alexandru Graur         | România                               |           |                                                          |
| Sidney Greenbaum        | Regatul Unit                          | 1929-1996 |                                                          |
| Joseph Greenberg        | Statele Unite ale Americii            | 1914-2001 | tipologie                                                |
| Marc L. Greenberg       | Statele Unite ale Americii            |           | Limbi slave                                              |
| Algirdas Julien Greimas | Lituania, Franța                      |           | semantică, semiotică                                     |
| Maurice Grevisse        | Belgia                                |           | Gramatica limbii franceze                                |
| Paul Grice              | Regatul Unit                          | 1913-1988 |                                                          |
| George Abraham Grierson | Regatul Unit                          |           |                                                          |
| George Grigore          | România                               |           |                                                          |
| Jakob Grimm             | Germania                              | 1785-1863 |                                                          |
| Yosef Grodzinsky        |                                       |           |                                                          |
| Andrea Gualmini         |                                       |           |                                                          |
| John Gumperz            |                                       |           |                                                          |
| Lakhan Gusain           | India                                 | 1966-     | gramatică descriptivă, limba Rajasthani                  |
| Gheorghe Guțu           | România                               |           | Limba latină, lexicografie                               |

## H
| Lingvist                     | Țara                                | Perioada  | Domeniu                                                      |
| ---------------------------- | ----------------------------------- | --------- | ------------------------------------------------------------ |
| Harald Haarmann              | Germania                            |           |                                                              |
| Mary Haas                    |                                     |           |                                                              |
| Kenneth L. Hale              | Statele Unite ale Americii          | 1934-2001 |                                                              |
| Morris Halle                 | Statele Unite ale Americii          | 1923-)    | fonologie, morfologie                                        |
| Michael Halliday             | Regatul Unit/Australia              | 1925-     |                                                              |
| Michael Hammond              | Statele Unite ale Americii          | 1957-     | fonologie, lingvistică computațională                        |
| Heidi Harley                 | Statele Unite ale Americii          | 1969-     | morfologie distributivă, sintaxă                             |
| John Peabody Harrington      |                                     |           |                                                              |
| James Harris                 |                                     | 1709-1780 | gramatică                                                    |
| John Harris                  |                                     |           |                                                              |
| Roy Harris                   | Regatul Unit                        | 1931-     |                                                              |
| Zellig Harris                | Statele Unite ale Americii          | 1909-1992 |                                                              |
| Martin Haspelmath            | Germania                            | 1963-     | sintaxă, morfologie                                          |
| John Hawkins                 |                                     |           |                                                              |
| Sarah Hawkins                |                                     |           |                                                              |
| Samuel Ichiye Hayakawa       | Statele Unite ale Americii          | 1906-1992 |                                                              |
| Bruce Hayes                  | Statele Unite ale Americii          |           | fonologie                                                    |
| Valerie Hazan                |                                     |           |                                                              |
| Irene Heim                   | Statele Unite ale Americii/Germania |           | semantică                                                    |
| Bernd Heine                  | Germania                            |           |                                                              |
| Randall Hendrick             |                                     |           | sintaxă                                                      |
| Luc Herman                   | Belgia                              |           |                                                              |
| Daniel Hirst                 | Regatul Unit/Franța                 | 1946-     |                                                              |
| John Napoleon Brinton Hewitt | Statele Unite ale Americii          | 1859-1937 | specializat în dialecte Iroquoian                            |
| Judit Hidasi                 | Ungaria                             | 1948–     | lingvistică aplicată, comunicare interculturală, niponologie |
| Louis Hjelmslev              | Danemarca                           | 1899-1965 |                                                              |
| Charles F. Hockett           | Statele Unite ale Americii          | 1914-2000 |                                                              |
| Harry Hoijer                 |                                     |           |                                                              |
| Harry Hollien                |                                     |           |                                                              |
| Paul Hopper                  |                                     |           |                                                              |
| Peter E. Hook                | Statele Unite ale Americii          |           | Limbi Indo-Ariene Limba Rajasthani                           |
| Norbert Hornstein            |                                     |           | sintaxă                                                      |
| Jill House                   |                                     |           |                                                              |
| Bedřich Hrozný               | Republica Cehă                      | 1879-1952 |                                                              |
| Mark Huckvale                |                                     |           |                                                              |
| Wilhelm von Humboldt         | Germania                            | 1787-1835 |                                                              |
| Rodney Huddleston            | Regatul Unit/Australia              |           |                                                              |
| Richard Hudson               | Regatul Unit                        | 1939-     | sintaxă                                                      |
| Khaled Huthaily              | Statele Unite ale Americii          |           | Lingvistică contrastivă engleză - arabă                      |
| Dell Hymes                   | Statele Unite ale Americii          |           |                                                              |

## I
| Lingvist                        | Țara                              | Perioada    | Domeniu |
| ------------------------------- | --------------------------------- | ----------- | --- |
| Sabine Iatridou                 | Statele Unite ale Americii/Grecia | 1958-       | |
| Vladislav Ilici-Svitîci         | Uniunea Sovietică                 | 1934-1966   | |
| Frances Ingemann                |                                   |             | |
| Iorgu Iordan                    | România                           | 1888 - 1986 | Romanistică, Limba română contemporană, istoria limbii române, lexicografie, toponimie, onomastică, gramatica limbii române |
| Vyacheslav Vsevolodovich Ivanov | Rusia                             | 1929        | |
| Pavle Ivić                      | Serbia                            | 1924-1999   | |

## J
| Lingvist            | Țara                       | Perioada  | Domeniu                           |  |
| ------------------- | -------------------------- | --------- | --------------------------------- |  |
| Ray Jackendoff      | Statele Unite ale Americii | 1945-     | sintaxă, semantică                |  |
| Florian Jaeger      | Germania                   | 1976-     |                                   |  |
| Vatroslav Jagić     | Croația                    | 1838-1923 |                                   |  |
| Roman Jakobson      | Rusia                      | 1896-1982 |                                   |  |
| Jan Urban Jarník    | Republica Cehă             | 1848-1923 | romanist și albanolog             |  |
| Jay Jasanoff        | Statele Unite ale Americii |           | Studii indo-europene              |  |
| Katarzyna Jaszczolt | Polonia                    |           |                                   |  |
| KA Jayaseelan       | India                      |           | Lingvistică sud asiatică, sintaxă |  |
| Eloise Jelinek      | Statele Unite ale Americii |           | sintaxă                           |  |
| Otto Jespersen      | Danemarca                  | 1860-1943 |                                   |  |
| Keith Johnson       |                            |           |                                   |  |
| Dianne Jonas        | Statele Unite ale Americii |           | Sintaxă, Limbi scandinavice       |  |
| Daniel Jones        | Regatul Unit               | 1881-1967 | fonetică                          |  |
| Sir William Jones   | Regatul Unit               | 1746-1794 |                                   |  |
| Allard Jongman      |                            |           |                                   |  |
| Brian Joseph        |                            |           |                                   |  |
| Aravind Joshi       |                            |           |                                   |  |
| Daniel Jurafsky     |                            |           |                                   |  |

## K
| Lingvist                | Țara                                | Perioada  | Domeniu                              |
| ----------------------- | ----------------------------------- | --------- | ------------------------------------ |
| Ronald Kaplan           |                                     |           | Lingvistică computațională           |
| Vuk Stefanović Karadžić | Serbia                              | 1787-1864 |                                      |
| Simin Karimi            | Iran/Statele Unite ale Americii     |           | sintaxă                              |
| Lauri Karttunen         |                                     |           | Morfologie computațională, semantică |
| Ahmad Kasravi           | Iran                                | 1890-1946 |                                      |
| Terrence Kaufman        |                                     |           |                                      |
| Martin Kay              |                                     |           | Lingvistică computațională           |
| Paul Kay                | Statele Unite ale Americii          |           |                                      |
| Richard Kayne           |                                     |           |                                      |
| Patricia Keating        |                                     |           | fonetică                             |
| John Kelly              |                                     |           | fonetică fonologie                   |
| Michael Kenstowicz      |                                     |           |                                      |
| Madjid Khalilov         | Rusia                               |           | limbi din Daghestan                  |
| Ayesha Kidwai           | India                               |           | sintaxă, Hindi-Urdu                  |
| Tracy Holloway King     |                                     |           |                                      |
| M. Dale Kinkade         |                                     |           |                                      |
| Paul Kiparsky           | Finlanda/Statele Unite ale Americii | 1941-     |                                      |
| Jean-Marie Klinkenberg  | Belgia                              | 1944-     | retorică, semiotică                  |
| Yuri Knorosov           | Uniunea Sovietică                   | 1922-1999 | hieroglife Maya                      |
| Alice Kober             | Regatul Unit                        | 1907-1950 | (Liniar B)                           |
| Ekkehard König          | Germania                            |           |                                      |
| Hilda Koopman           |                                     |           |                                      |
| Hans van de Koot        |                                     |           |                                      |
| Jan Koster              | Țările de Jos                       | 1945-     |                                      |
| Đorđe Kostić            | Serbia                              | 1909-1995 | fonetică, fonologie                  |
| Stephen Krashen         |                                     |           |                                      |
| Angelika Kratzer        | Statele Unite ale Americii/Germania |           | semantică                            |
| Michael Krauss          |                                     |           |                                      |
| Bhadriraju Krishnamurti | India                               | 1929-     | Limbi dravidiene                     |
| Alfred L. Kroeber       |                                     |           |                                      |
| Henry Kucera            | Ungaria                             | 1925-     |                                      |
| Deny Arnos Kwary        | Indonezia                           | 1975-     |                                      |
| Krisadawan Hongladarom  | Thailanda                           |           | sintaxă                              |
| Kalaya Tingsabadh       | Thailanda                           |           | fonetică, fonologie, dialectologie   |
| Kingkarn Thepkanjana    | Thailanda)                          |           | sintaxă, semantică, tipologie        |

## L
| Lingvist                | Țara                       | Perioada    | Domeniu                                    |
| ----------------------- | -------------------------- | ----------- | ------------------------------------------ |
| William Labov           | Statele Unite ale Americii | 1927-       | Fondator al sociolingvisticii              |
| Peter Ladefoged         |                            | 1925-2006   | fonetică                                   |
| Itziar Laka             |                            |             | sintaxă                                    |
| George Lakoff           | Statele Unite ale Americii |             |                                            |
| Robin Lakoff            |                            |             | sociolingvistică                           |
| Sydney Lamb             | Statele Unite ale Americii | 1929-       |                                            |
| D. Terrence Langendoen  | Statele Unite ale Americii |             | sintaxă, semantică, Lingvistică matematică |
| Pierre Larousse         | Franța                     | 1817-1875   | Lexicografie, gramatică                    |
| Richard Larson          |                            |             | sintaxă                                    |
| Howard Lasnik           |                            |             | sintaxă                                    |
| August Treboniu Laurian | România                    | 1810-1881   | Lexicografie                               |
| Karl Richard Lepsius    | Germania                   | 1810-1884   |                                            |
| Adrienne Lehrer         | Statele Unite ale Americii |             | semantică                                  |
| August Leskien          | Germania                   | 1840-1916   |                                            |
| Stephen C. Levinson     | Țările de Jos              |             |                                            |
| Fran Levstik            | Slovenia                   | 1831 - 1881 |                                            |
| Charles N. Li           | China                      |             |                                            |
| Yafei Li                |                            |             | sintaxă                                    |
| Alvin Liberman          |                            |             |                                            |
| Mark Liberman           |                            |             |                                            |
| David Lightfoot         |                            |             |                                            |
| Lin Hua                 | China                      |             |                                            |
| John Lipski             |                            |             |                                            |
| John Local              | Regatul Unit               |             | fonetică, fonologie                        |
| Philip Locke            |                            |             |                                            |
| Ken Lodge               |                            |             |                                            |
| Fred Lukoff             | Statele Unite ale Americii | 1920-2000   | limba coreeană                             |

## M
| Lingvist                 | Țara                       | Perioada          | Domeniu                                            |  |
| ------------------------ | -------------------------- | ----------------- | -------------------------------------------------- |  |
| Monica Macaulay          |                            |                   |                                                    |  |
| Marlys Macken            |                            |                   |                                                    |  |
| Brian MacWhinney         |                            |                   |                                                    |  |
| Solomon Marcus           | România                    | Începând din 1960 | lingvistică computațională, poetică matematică     |  |
| Alexandru Mareș          | România                    |                   |                                                    |  |
| Diane Massam             | Canada                     |                   | sintaxă                                            |  |
| Ion C. Massim            | România                    |                   | Lexicografie                                       |  |
| Miura Tsutomu            | Japonia                    | 1911-1989         | limba japoneză                                     |  |
| Pádraic I. M. MacUidhir  |                            |                   |                                                    |  |
| Ian Maddieson            |                            |                   |                                                    |  |
| Anoop Mahajan            | India                      |                   | Hindi-Urdu sintaxă                                 |  |
| Susan Major              |                            |                   |                                                    |  |
| Radhika Mamidi           | India                      |                   | pragmatică, lingvistică computațională             |  |
| Amy Mangan               |                            |                   |                                                    |  |
| Sean Mann                | Statele Unite ale Americii |                   | limba coreeană                                     |  |
| Alec Marantz             |                            |                   |                                                    |  |
| Nikolay Yakovlevich Marr | Rusia                      | 1864-1934         |                                                    |  |
| André Martinet           |                            |                   |                                                    |  |
| Joan Mascaro             |                            |                   |                                                    |  |
| Gene D. Matlock          |                            |                   |                                                    |  |
| Peter Matthews           | Regatul Unit               | 1934-             |                                                    |  |
| Stephen Matthews         | Regatul Unit               |                   | Cantoneză                                          |  |
| John J. McCarthy         |                            |                   |                                                    |  |
| James McCloskey          | Irlanda                    |                   | sintaxă                                            |  |
| James D. McCawley        |                            |                   |                                                    |  |
| Martha McGinnis          | Canada                     |                   | sintaxă                                            |  |
| Cecile McKee             | Statele Unite ale Americii |                   |                                                    |  |
| John McWhorter           | Statele Unite ale Americii |                   | limbi creole                                       |  |
| Antoine Meillet          | Franța                     | 1866-1936         | Limbile indo-europene, Limba armeană, Limba latină |  |
| Carl Meinhof             | Germania                   | 1857-1944         |                                                    |  |
| Alan Melby               | Statele Unite ale Americii |                   | lingvistică computațională                         |  |
| Jason Merchant           |                            |                   |                                                    |  |
| Samuil Micu              | Transilvania               |                   | lexicografie, gramatica limbii române              |  |
| Gheorghe Mihăilă         | România                    | 1930-2011         | Istoria limbii române, lexicografie                |  |
| Franc Miklošič           | Slovenia                   | 1813-1891         |                                                    |  |
| Carl Mills               | Statele Unite ale Americii | 1942-2003         |                                                    |  |
| Ken Miner                |                            |                   |                                                    |  |
| Marianne Mithun          |                            |                   |                                                    |  |
| K.P.Mohanan              | Singapore/India            | 1947-             |                                                    |  |
| Richard Montague         | Statele Unite ale Americii | 1930-1971         |                                                    |  |
| Tokieda Motoki           | Japonia                    | 1900-1967         |                                                    |  |
| Gereon Müller            | Germania                   | 1964              | sintaxă                                            |  |
| Pamela Munro             | Statele Unite ale Americii |                   |                                                    |  |

## N
| Lingvist            | Țara                       | Perioada  | Domeniu                         |
| ------------------- | -------------------------- | --------- | ------------------------------- |
| Ádám Nádasdy        |                            |           |                                 |
| Ad Neeleman         |                            |           |                                 |
| Marina Nespor       |                            |           |                                 |
| Johanna Nichols     |                            |           | limbi slave                     |
| Janet Nicol         | Statele Unite ale Americii |           |                                 |
| Alexandru Niculescu | România                    |           | limbi romanice                  |
| Jon Nissenbaum      |                            |           |                                 |
| Francis Nolan       |                            |           |                                 |
| Motoori Norinaga    | Japonia                    | 1730-1801 | limba japoneză din perioada Edo |
| Jerry Norman        |                            |           | limba chineză                   |

## O
| Lingvist        | Țara                       | Perioada  | Domeniu                         |
| --------------- | -------------------------- | --------- | ------------------------------- |
| William O'Grady |                            |           |                                 |
| Diane Ohala     | Statele Unite ale Americii | 1966-     | achiziția limbajului, fonologie |
| John Ohala      |                            |           | fonetică                        |
| Hermann Osthoff | Germania                   | 1847-1909 |                                 |
| Karel Oštir     | Slovenia                   | 1888-1973 |                                 |
| Janez Orešnik   | Slovenia                   | 1935-     | lingvistică comparativă         |
| Marc Okrand     |                            |           |                                 |
| Walter J. Ong   | Statele Unite ale Americii |           |                                 |

## P
| Lingvist                    | Țara                                    | Perioada         | Domeniu |
| --------------------------- | --------------------------------------- | ---------------- | --- |
| Gabriela Pană Dindelegan    | România                                 | 1942-            | gramatica limbii române                                                                                                |
| Pāṇini                      | India                                   | c. 520-460 Î.Hr. | limba sanscrită, gramatică, gramatică formală, lingvistică descriptivă, lingvistică generativă, lingvistică matematică |
| Pericle Papahagi            | România                                 | 1872-1943        | dialectologie |
| Tache Papahagi              | România                                 | 1892-1977        | Istoria limbii române, dialectologie, lexicografie                                                                     |
| Barbara Partee              | Germania                                | 1940)            | Lingvistică matematică                                                                                                 |
| Ștefan Pașca                | România                                 | 1901-1957        | Istoria limbii române, dialectologie, lexicografie                                                                     |
| Ioan Pătruț                 | România                                 | 1914-1992        | onomastică, limbi slave, Geografie lingvistică                                                                         |
| Hermann Paul                | Germania                                | 1864-1940        | |
| Eugen Pavel                 | România                                 | 1946-            | Istoria limbii române, onomastică                                                                                      |
| Andrew Pawley               |                                         |                  | |
| Holger Pedersen             | Danemarca                               | 1867-1953        | |
| Mario Pei                   | Statele Unite ale Americii/Italia       | 1901-1978)       | |
| David Pesetsky              |                                         | 1957-            | |
| Ann Peters                  |                                         |                  | prozodie |
| Emil Petrovici              | România                                 | 1899-1968        | dialectologie |
| Alexandru Philippide        | România                                 | 1859-1933        | Istoria limbii române, gramatică, lexicografie                                                                         |
| Robert Phillipson           | Regatul Unit                            | 1942-            | |
| Massimo Piattelli-Palmarini | Italia                                  |                  | biologia limbajului |
| Janet Pierrehumbert         |                                         |                  | fonetică, fonologie |
| Kenneth L. Pike             | Statele Unite ale Americii              | 1912-2000        | |
| Steven Pinker               |                                         |                  | |
| Glyne Piggott               | Canada                                  |                  | |
| Predrag Piper               | Serbia                                  |                  | Limbi slave |
| Vittore Pisani              | Italia                                  | 1899-1991        | lingvistică istorică                                                                                                   |
| Cicerone Poghirc            | România/Franța                          | 1928-2009        | Lingvistică generală, Limbile indo-europene                                                                            |
| Jean-Yves Pollock           |                                         |                  | sintaxă |
| Hans Jakob Polotsky         |                                         | 1905-1991        | |
| Giovanni Pontiero           |                                         |                  | |
| Sever Pop                   | România                                 | 1901-1961        | dialectologie, Geografie lingvistică                                                                                   |
| Rebecca Posner              |                                         |                  | |
| Paul Postal                 | Statele Unite ale Americii              | 1936-            | sintaxă |
| Dennis Preston              |                                         |                  | |
| Alan S. Prince              |                                         |                  | |
| Ernst Pulgram               |                                         |                  | limbi italice, limbi romanice                                                                                          |
| Geoffrey Pullum             | Regatul Unit/Statele Unite ale Americii | 1945-)           | sintaxă |
| Sextil Pușcariu             | România                                 | 1977-1948        | dialectologie, Istoria limbii române, lexicografie, Geografie lingvistică                                              |
| Clifton Pye                 |                                         |                  | |
| Thomas Pyles                |                                         |                  | |
| Pranee Kullavanijaya        | Thailanda                               |                  | sintaxă, semantică, Limba thai                                                                                         |

## Q
| Lingvist       | Țara         | Perioada | Domeniu |
| -------------- | ------------ | -------- | ------- |
| Randolph Quirk | Regatul Unit |          |         |

## R
| Lingvist                             | Țara                               | Perioada  | Domeniu                                                      |
| ------------------------------------ | ---------------------------------- | --------- | ------------------------------------------------------------ |
| Mihai N. Radan                       | România                            |           |                                                              |
| Juan Bautista Rael                   | Statele Unite ale Americii         | 1900-1993 |                                                              |
| Fran Ramovš                          | Slovenia                           | 1890-1952 |                                                              |
| Robert Rankin                        |                                    |           |                                                              |
| Eduardo Raposo                       |                                    |           |                                                              |
| Rasmus Christian Rask                | Danemarca                          | 1787-1832 |                                                              |
| Charles Read                         |                                    |           |                                                              |
| Kenneth Rehg                         |                                    |           |                                                              |
| Lawrence A. Reid                     |                                    |           |                                                              |
| Alain Rey                            | Franța                             | 1928-2020 | Lexicografie, lexicologie, semiotică                         |
| Josette Rey-Debove                   | Franța                             | 1929-2005 | Lexicografie, semiotică                                      |
| Baateni M. Reza                      | Iran                               |           |                                                              |
| Keren Rice                           | Statele Unite ale Americii/Canada  |           | fonologie, First Nations languages                           |
| Norvin Richards                      | Statele Unite ale Americii         |           | sintaxă                                                      |
| Elizabeth (Betsy) Ritter             | Canada                             |           | sintaxă                                                      |
| Luigi Rizzi                          | Italia                             | 1952-     | sintaxă                                                      |
| Paul Robert                          | Franța                             | 1910-1980 | Lexicografie                                                 |
| Ian Roberts                          | Regatul Unit                       | 1957-     | sintaxă                                                      |
| Valeria Guțu Romalo                  | România                            | 1928-)    | sintaxă                                                      |
| Sara Thomas Rosen                    |                                    |           | sintaxă, semantică lexicală                                  |
| Alexandru Rosetti                    | România                            | 1895-1990 | Istoria limbii române                                        |
| Háj John R. Ross                     | USA                                |           | sintaxă, poetică                                             |
| Malcolm Ross                         |                                    |           | Austronesian languages, Papuan languages                     |
| Alain Rouveret                       | Franța                             |           | sintaxă                                                      |
| Jerzy Rubach                         | Polonia/Statele Unite ale Americii | 1948-     | fonologie                                                    |
| Merritt Ruhlen                       | Statele Unite ale Americii         |           |                                                              |
| Rungpat Roengpitya                   | Thailanda                          |           | fonetică, fonologie, limbaj și cultură, lingvistică aplicată |
| Peter Rajendran & Jayamary Rajendran |                                    |           |                                                              |
| Rani Rubdy Sumant                    |                                    |           | lingvistică aplicată                                         |
| Alecu Russo                          | Principatul Moldovei               |           | filologie                                                    |

## S
| Lingvist                  | Țara                               | Perioada    | Domeniu                                                                 |
| ------------------------- | ---------------------------------- | ----------- | ----------------------------------------------------------------------- |
| Harvey Sacks              |                                    |             |                                                                         |
| Jerrold Sadock            |                                    |             |                                                                         |
| Lazăr Șăineanu            | România, Franța                    | 1882 - 1934 | Etimologie, stilistică, semantică, fonetică, lexicografie               |
| Ivan Sag                  | Statele Unite ale Americii         |             |                                                                         |
| Marius Sala               | România                            |             | Fonetică, fonologie, lexicografie                                       |
| Joseph Salmons            |                                    |             |                                                                         |
| Geoffrey Sampson          | Regatul Unit                       | 1944-       |                                                                         |
| Nathan Sanders            | Statele Unite ale Americii         |             | fonologie                                                               |
| Beatrice Santorini        |                                    |             |                                                                         |
| Edward Sapir              | Statele Unite ale Americii         | 1884-1939   |                                                                         |
| Ferdinand de Saussure     | Elveția                            | 1857-1913   |                                                                         |
| Irena Sawicka             | Polonia                            |             |                                                                         |
| Archibald Henry Sayce     | Regatul Unit                       | 1845-1933)  | Limba akkadiană                                                         |
| August Schleicher         | Germania                           | 1821-1868)  | Limbile indo-europene                                                   |
| Johannes Schmidt          | Germania                           | 1843-1901   |                                                                         |
| Wilhelm Schmidt           | Germania                           | 1868-1954   |                                                                         |
| Russell Schuh             |                                    |             |                                                                         |
| John Searle               | Statele Unite ale Americii         | 1932-       |                                                                         |
| Elizabeth Selkirk         |                                    |             |                                                                         |
| Sequoyah                  | Statele Unite ale Americii         | 1760-1843)  | (Cherokee)                                                              |
| Felicia Șerban            | România                            |             |                                                                         |
| Joan Sereno               |                                    |             |                                                                         |
| Eemil Nestor Setälä       | Finlanda                           | 1864-1935   |                                                                         |
| Hiralal Shukla            | India                              |             | semiotică, limbajul corpului                                            |
| Sībawayhi                 | Califatul Abbasid                  | 760-796     | gramatica limbii arabe                                                  |
| Eduard Sievers            | Germania                           | 1850-1932   |                                                                         |
| Gheorghe Șincai           | Transilvania                       |             | lexicografie, gramatica limbii române                                   |
| Neil Smith                |                                    |             |                                                                         |
| Paul Smolensky            |                                    |             |                                                                         |
| Dominique Sportiche       |                                    |             |                                                                         |
| David Stampe              | Statele Unite ale Americii         |             |                                                                         |
| Stanley Starosta          | Statele Unite ale Americii         |             |                                                                         |
| Gheorghi Starostin        | Rusia                              | 1976        |                                                                         |
| Sergei Starostin          | Rusia                              | 1953-2005   | lingvistică istorică                                                    |
| Luc Steels                | Belgia                             |             | lingvistică computațională                                              |
| Donca Steriade            | Statele Unite ale Americii/România |             |                                                                         |
| Gregory Stump             | Statele Unite ale Americii         |             |                                                                         |
| Karumuri Venkata Subbarao | India                              |             | sintaxă, limbi sud asiatice                                             |
| Takao Suzuki              | Japonia                            |             | limba japoneză                                                          |
| Morris Swadesh            | Statele Unite ale Americii         |             | tipologie                                                               |
| Zdenko Škreb              | Croația                            |             |                                                                         |
| C.Shackle London          |                                    | 1941-       |                                                                         |
| Suda Rangkupan            | Thailanda                          |             | sintaxă, semantică, analiza discursului                                 |
| Sudaporn Luksaneeyanawin  | Thailanda                          |             | fonetică, fonologie, psiholingvistică, lingvistică aplicată, stilistică |

## T
| Lingvist                      | Țara                       | Perioada  | Domeniu                                                                   |
| ----------------------------- | -------------------------- | --------- | ------------------------------------------------------------------------- |
| Leonard Talmy                 |                            |           |                                                                           |
| Deborah Tannen                | Statele Unite ale Americii | 1951-     |                                                                           |
| Julee Tate                    |                            |           |                                                                           |
| Bruce Tesar                   |                            |           |                                                                           |
| Sarah Thomason                |                            |           |                                                                           |
| Eric Thompson                 | Statele Unite ale Americii | 1898-1975 |                                                                           |
| Laurence C. Thompson          |                            |           |                                                                           |
| Sandra A. Thompson            |                            |           | sintaxă, Limba chineză                                                    |
| Romulus Todoran               | România                    | 1918-1993 | lexicografie, geografie lingvistică, dialectologie, istoria limbii române |
| J. R. R. Tolkien              | Regatul Unit               | 1892-1973 | limba engleză                                                             |
| George L. Trager              |                            |           |                                                                           |
| Larry Trask                   | Statele Unite ale Americii | 1944-2004 |                                                                           |
| Lisa deMena Travis            | Canada                     |           | sintaxă, Limba malgașă                                                    |
| Nikolai Sergheevici Trubețkoi | Rusia                      | 1890-1938 |                                                                           |
| Peter Trudgill                |                            |           | sociolingvistică, limba engleză                                           |
| Theraphan Luangthongkum       | Thailanda                  |           | fonetică, lingvistică comparativă și istorică, lexicografie               |

## Ț
| Lingvist        | Țara    | Perioada  | Domeniu                                                                       |
| --------------- | ------- | --------- | ----------------------------------------------------------------------------- |
| Gabriel Țepelea | România | 1916-2012 | Istoria limbii române, Limba română, limba franceză, dialectologie, toponimie |

## U
| Lingvist          | Țara                       | Perioada | Domeniu                   |
| ----------------- | -------------------------- | -------- | ------------------------- |
| J. Marshall Unger | Statele Unite ale Americii | 1947-    | Limba japoneză            |
| Juan Uriagereka   | Spania                     |          | sintaxă                   |
| Adam Ussishkin    | Statele Unite ale Americii |          | fonologie, Limbi semitice |

## V
| Lingvist             | Țara                              | Perioada    | Domeniu                                                        |
| -------------------- | --------------------------------- | ----------- | -------------------------------------------------------------- |
| Hans van de Koot     |                                   |             |                                                                |
| Teun A. Van Dijk     | Țările de Jos                     | 1943-       |                                                                |
| George van Driem     | Țările de Jos                     |             |                                                                |
| Robert Van Valin Jr. |                                   |             |                                                                |
| Emanuel Vasiliu      | România                           | 1929 - 2001 | fonetică, fonologie, sintaxă, istoria limbii române, semantică |
| Max Vasmer           | Rusia/Germania                    | 1886-1962   |                                                                |
| Calvin Veltman       | Statele Unite ale Americii/Canada |             | sociolingvistică                                               |
| Michael Ventris      | Regatul Unit                      | 1922-1956   | Liniar B                                                       |
| Jean-Roger Vergnaud  | Franța                            |             |                                                                |
| Karl Verner          | Danemarca                         | 1846-1896   |                                                                |
| Giambattista Vico    | Regatul Neapolelui (Italia)       |             |                                                                |
| Valentin Voloșinov   | Rusia                             |             |                                                                |
| Alexander Vovin      | Rusia/Statele Unite ale Americii  |             |                                                                |
| Vichin Panupong      | Thailanda                         |             |                                                                |

## W
| Lingvist                       | Țara                       | Perioada  | Domeniu                                        |
| ------------------------------ | -------------------------- | --------- | ---------------------------------------------- |
| Gregory Ward                   |                            |           |                                                |
| Natasha Warner                 | Statele Unite ale Americii |           | fonetică                                       |
| Gerigje Catharina Wakker       | Țările de Jos              | 1985-     |                                                |
| Thomas Wasow                   |                            |           |                                                |
| Andrew Wedel                   | Statele Unite ale Americii |           | fonologie                                      |
| John Wells                     | Regatul Unit               | 1939-     |                                                |
| Paul Werth                     | Regatul Unit               |           |                                                |
| John Westbury                  |                            |           |                                                |
| Diedrich Westermann            | Germania                   | 1875-1956 |                                                |
| Ernst Oswald Johannes Westphal |                            | 1919-1990 |                                                |
| Lydia White                    |                            |           |                                                |
| John B. Whitman                |                            |           |                                                |
| Benjamin Lee Whorf             | Statele Unite ale Americii | 1897-1941 |                                                |
| Henry Widdowson                | Regatul Unit               |           |                                                |
| Anna Wierzbicka                | Polonia                    | 1938      |                                                |
| Edwin Williams                 |                            |           | sintaxă                                        |
| Nicholas Williams              |                            | 1943-     |                                                |
| MaryAnn Willie                 |                            |           | sintaxă, limba Navajo                          |
| David Willis                   |                            |           | sintaxă                                        |
| Deirdre Wilson                 |                            |           |                                                |
| Robert Dick Wilson             | Statele Unite ale Americii | 1856–1930 |                                                |
| Walt Wolfram                   |                            |           |                                                |
| Arok Wolvengrey                |                            |           |                                                |
| Alison Wray                    |                            |           |                                                |
| Wirote Aroonmanakun            | Thailanda                  |           | sintaxă, semantică, lingvistică computațională |

## Y
| Lingvist             | Țara                       | Perioada | Domeniu          |
| -------------------- | -------------------------- | -------- | ---------------- |
| Malcah Yaeger-Dror   |                            |          | sociolingvistică |
| Yamada Yoshio        | Japonia                    |          |                  |
| Victor Yngve         | Statele Unite ale Americii | 1920-    |                  |
| Androula Yiakoumetti | Cipru                      |          |                  |
| Moira Yip            |                            |          |                  |
| Richard Young        |                            |          | lingvistică      |

## Z
| Lingvist            | Țara                       | Perioada  | Domeniu                             |
| ------------------- | -------------------------- | --------- | ----------------------------------- |
| Annie Zaenen        |                            |           | sintaxă                             |
| Karen Zagona        |                            |           | sintaxă                             |
| L. L. Zamenhof      | Polonia                    | 1859-1917 | creator al Esperanto                |
| Raffaella Zanuttini |                            |           | sintaxă                             |
| Mircea Zdrenghea    | România                    | 1914-2001 | Limba română                        |
| Draga Zec           |                            |           |                                     |
| Ofelia Zepeda       |                            |           | Limba Tohono O'odham                |
| Ghil'ad Zuckermann  | Israel/Regatul Unit        |           | Limbi semitice, Limbi indo-europene |
| Arnold Zwicky       | Statele Unite ale Americii | 1940      | sintaxă, morfologe                  |
| Ziahosseini         | Iran                       |           |                                     |